# 野藍薊
野藍薊（學名：Echium wildpretii），是一種兩年生的草本植物，可以生長達3米高。它們是西班牙特內里費島上的特有種，主要生長在泰德峰。它的俗名為寶石塔。

## 生長環境
野藍薊生長在泰德峰峽谷的亞高山帶。它們需要大量的陽光生長，並會長在乾旱的環境，能抵禦低至零下15℃的氣溫。

## 特徵
野藍薊是兩年生的植物。頭一年會長出茂密的葉子，第二年就會長出直立的花序，可以高達1-3米。

## 開花

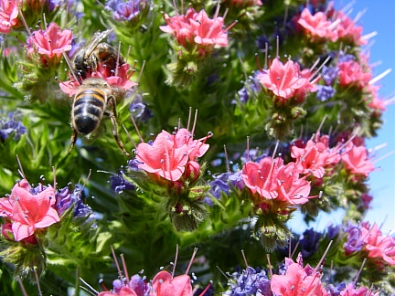
吸引了蜜蜂的野藍薊。

野藍薊會在特內里費島的春末至初夏間開花。

## 用途
野藍薊可以作為觀賞植物。其高含量的花蜜及花粉也受到養蜂業的青睞。

## 外部連結
- （西班牙文） Echium wildpretii[永久]